# Kanabská plošina
Kanabská plošina (anglicky Kanab Plateau) je náhorní plošina v Mohave County, Coconino County a Kane County, na severozápadě Arizony. Leží východně od plošiny Uinkaret a západně od Kaibabské plošiny, na severu Velkého kaňonu. Nachází se na pravém břehu řeky Colorado, severně od hranice Národního parku Grand Canyon. Střední nadmořská výška plošiny je 1 725 metrů, nejvyšší bod má výšku 2 281 metrů. Kanabská plošina je součástí rozsáhlejší Koloradské plošiny. Slovo kanab pochází z jazyka indiánského kmene Uteů a značí vrbu.